# Аргентинская палата производителей фонограмм и видеограмм
Аргентинская палата производителей фонограмм и видеограмм (исп. Cámara Argentina de Productores de Fonogramas y Videogramas, CAPIF) — некоммерческая организация, которая представляет всех без исключения производителей фонограмм в Аргентине и осуществляет коллективное управление правами на фонограммы и видеограммы. Основана 25 июня 1958 года. Член Международной федерации производителей фонограмм (IFPI).

## Сертификация продаж
В 1980 году CAPIF запустила свою программу сертификации музыкальных произведений Gold, Platinum и Diamante 500.000. Первоначально альбомы должны были быть проданы тиражом не менее 30 000 экземпляров, чтобы стать «золотым», не менее 60 000 экземпляров, чтобы стать «платиновым», и не менее 0,5 млн, чтобы стать «бриллиантовым». Однако в 2001 году CAPIF в два раза снизил уровень сертификации из-за общего снижения продаж в звукозаписывающей индустрии. В 2016 году CAPIF вновь снизил уровни сертификации для альбомов, цифровых синглов и DVD, а также ввёл сертификацию для музыкальных наборов (CD+DVD) и сертификацию на основе потоковой передачи как для альбомов, так и для синглов.

### Текущие уровни аккредитации
| Формат                | Текущие уровни аккредитации | Текущие уровни аккредитации | Текущие уровни аккредитации |
| Формат                | Gold                        | Platinum                    | Diamond                     |
| --------------------- | --------------------------- | --------------------------- | --------------------------- |
| Альбомы               | 10 000                      | 20 000                      | 135 000                     |
| Синглы                | 10 000                      | 20 000                      | 135 000                     |
| Потоковое мультимедиа | 8 000 000                   | 16 000 000                  | 100 000 000                 |
| DVD                   | 5 000                       | 10 000                      | 50 000                      |
| CD+DVD                | 5 000                       | 10 000                      | 50 000                      |

1. ↑  Те же уровни аккредитации могут применяться к сертификации альбомов на основе либо физических продаж, либо цифровых загрузок..[3]
2. ↑  Текущие уровни аккредитации для одиночных игр учитывают либо цифровые загрузки, либо данные потоковой передачи. Сертификация синглов на основе физических продаж была отменена в 2001 году.

## Чарты CAPIF
Чарты CAPIF — ежемесячно публикуемые основные чарты продаж музыки в Аргентине. Чарты представляют собой списки самых продаваемых синглов и альбомов в различных жанрах. Все чарты составлены на основе данных как физических, так и цифровых продаж розничных продавцов в Аргентине. До 2018 года чарты публиковал сама палата, теперь еженедельный чарт 10 лучших альбомов публикуется Diario de Cultura, а стандартным чартом синглов для страны является Argentina Hot 100, публикуемый Billboard.
- 10 лучших альбомов CAPIF (физические продажи)
- 10 лучших синглов CAPIF (цифровые продажи)
- 10 лучших альбомов CAPIF (продажи в музыкальных магазинах)
- 10 лучших альбомов CAPIF на конец года (физические продажи)
- 10 лучших синглов CAPIF на конец года (цифровые продажи)
- 10 лучших альбомов CAPIF на конец года (продажи в музыкальных магазинах)

## Руководство
Совет директоров:
- Диего Сапико — президент
- Луи Этрада — вице-президент
- Дамиан Амато — секретарь
- Уильям Кастеллани — казначей
- Алехандро Варела
- Винсент Аморена